# Anna Winistörfer-Ruepp

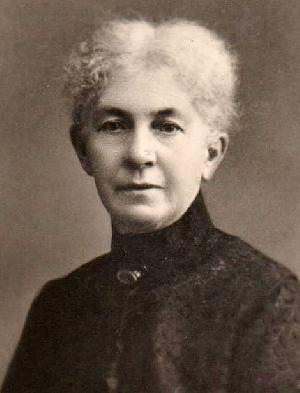
Anna Winistörfer-Ruepp

Anna Winistörfer-Ruepp (geboren am 29. März 1852 in Sarmenstorf, Kanton Aargau; gestorben am 12. Oktober 1934 in Hägglingen) war eine Schweizer Lehrerin, Zeitungsgründerin, Redaktorin und katholische Frauenrechtlerin.

## Beruf und Lebensweg
Anna Ruepp wuchs in bürgerlichen Verhältnissen auf. Von ihrer Mutter ist kein Beruf bekannt, ihr Vater war Arzt. Ihre Grossmutter war Elise Ruepp (auch Lisette Ruepp-Uttinger), genannt «Muetterli», eine Schülerin und Mitarbeiterin von Pestalozzi, die selbst als Pionierin der Frauen- und Lehrerinnenbildung gilt und für die Jugendjahre von Anna Ruepp prägend war.
Nachdem Anna Ruepp die Dorfschule abgeschlossen hatte, besuchte sie zwei Jahre lang eine Internatsschule in Reussport bei Luzern. Ruepp galt als sprachlich und musisch begabt mit Interesse für bildende Kunst, weshalb sie Reisen nach Pisa und Florenz unternahm.
1874 heiratete sie Oskar Winistörfer, Teilhaber einer Privatbank in Solothurn. Nach dem Zusammenbruch der Bank kehrte Anna Winistörfer-Ruepp 1883 zu ihrer Familie ins elterliche Haus zurück.
Im Jahr 1884 legte sie nach einem mehrmonatigen Kurs eine Prüfung als Arbeitslehrerin ab. Aufgrund ihrer Leistungen wurde sie bereits 1885 zur Oberlehrerin im Bezirk Bremgarten gewählt. Dank ihrem pädagogischen Interesse baute sie im Aargau Mädchenhandarbeitsschulen auf, bildete Lehrerinnen dafür aus und schuf die Grundlage für zeitgemässe Arbeitsschulen.
Im Jahr 1900 initiierte sie gemeinsam mit dem Gründer der Schweizer Caritas, Rufin Steimer, die erste Schweizer Katholische Frauenzeitung und war die erste Redaktorin des Blattes. Mit dieser Zeitschrift hatte sie der katholischen Frauenbewegung einen starken Impuls gegeben.
Daraus entwickelte sich 1905 der Katholische Frauenbund der Schweiz, dem im Jahr 1912 der Aargauische Katholische Frauenbund folgte. Als federführende Initiatorin dafür wird Winistörfer-Ruepp beschrieben, die gemeinsam mit vier Frauen die Gründung vorangetrieben hatte.
Sie war Vorstandsmitglied im kantonalen katholischen Frauenbund und ab 1921 Präsidentin, wo sie sich karitativ für die Verbesserung der Situation von Müttern einsetzte. Auf Winistörfer-Ruepp geht die Gründung eines Heimes für Epileptikerinnen und ein Ferienhaus für erholungsbedürftige Mütter zurück. Auch Kurse für Hauswirtschaft, Kranken- und Wöchnerinnenpflege lagen in ihrer Verantwortung.

## Werke
- Kurze Anleitung zur Hauswirtschaft. 1904.
- Standesfragen aus dem Frauenleben. Haushaltungs- und Dienstbotenschule, 1922.
- mit Anna Mayer: Frauen Wirken und Walten. Haushaltungsschule Bremgarten, 1922.
- Martha. Kurzer Leitfaden der Haushaltungskunde für Arbeits- und Fortbildungsschulen. Selbstverlag, Hägglingen 1928.